# St. Johannes Baptist (Rietberg)

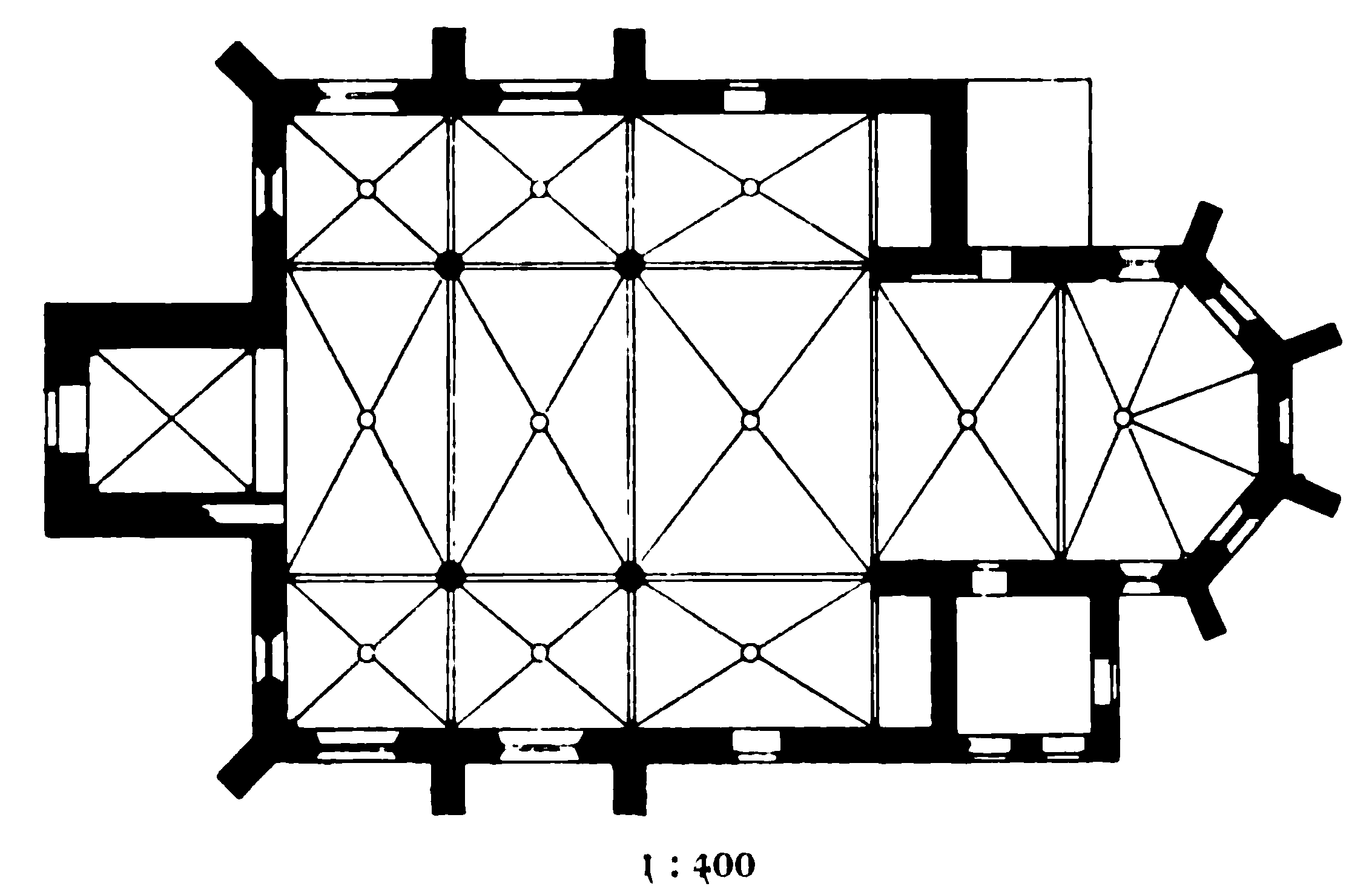
Grundriss vor dem Umbau 1897

St. Johannes Baptist ist eine römisch-katholische Pfarrkirche im ostwestfälischen Rietberg in Nordrhein-Westfalen, Deutschland. Die Kirche gehört zum Pastoralverbund Rietberg-Süd im Erzbistum Paderborn.

## Geschichte
Bereits im 15. Jahrhundert stand in Rietberg eine einschiffige Pfarrkirche. Diese wurde am 24. Juli 1457 von einem Blitz getroffen und brannte nieder. Der Neubau wurde vom Grafen Johann von Rietberg begonnen und zog sich über mehrere Jahrzehnte, denn für 1516 lässt sich eine Stiftung für die Gewölbe der Kirche feststellen.
1654/59 wurden zwei Seitenschiffe an die Kirche angebaut. Im Jahr 1838 stürzte ein Teil der Kirche ein. In der Zeit des Wiederaufbaus fanden die Gottesdienste im benachbarten Franziskanerkloster statt. 1897 stürzte das Langhaus erneut ein und musste wieder aufgebaut werden. Doch zunächst riss man alles zwischen Chor und Turm nieder um den Hauptbau auf massiveren Fundamenten zu errichten.
Von 1975 bis 1980 wurde die Kirche von Innen renoviert. Insbesondere wurden die Neuerungen des Zweiten Vatikanischen Konzils umgesetzt. Am 4. Oktober 1980 wurde der neue Altar durch den Weihbischof Paul Nordhues geweiht. 2001 wurde die Kirche erneut renoviert.

## Ausstattung
In der Kirche sind Figuren vom ehemaligen Hochaltar, Maria und Johannes, erhalten, die um 1720 entstanden sind.
Die Kanzel lässt sich auf die erste Hälfte des 18. Jahrhunderts datieren. Der Taufstein ist von 1515.

### Orgel
Franz Henrich Pohlmann schuf 1834 die Orgel. 1967 wurde das Instrument von der Firma Speith aus Rietberg um ein Rückpositiv erweitert. 1998 wurden zwei weitere Register ergänzt. Das Instrument verfügt über 29 Register, verteilt auf drei Manuale und Pedal.
| I Rückpositiv C– |       |
| Holzgedackt      | 8′    |
| Nachthorn        | 4′    |
| Kleinprinzipal   | 2′    |
| Sifflöte         | 1 ⁄3′ |
| Zimbel III       |       |
| Rankett          | 16′   |
| Krummhorn        | 8′    |
| Tremulant        |       |

| II Hauptwerk C– |            |
| Pommer          | 16′        |
| Prinzipal       | 8′         |
| Rohrflöte       | 8′         |
| Oktave          | 4′         |
| Spitzflöte      | 4′         |
| Quarte          | 2 ⁄3′ / 2′ |
| Blockflöte      | 2′         |
| Mixtur IV–V     |            |
| Trompete        | 8′         |

| III Schwellwerk C– |     |
| Bordun             | 8′  |
| Salizional         | 8′  |
| Vox coelestis      | 8′  |
| Holzprinzipal      | 4′  |
| Schwiegel          | 2′  |
| Sesquialtera II    |     |
| Scharff IV         |     |
| Dulzian            | 16′ |
| Oboe               | 8′  |

| Pedal C–      |     |
| Subbass       | 16′ |
| Oktavbass     | 8′  |
| Gedacktbass   | 8′  |
| Violoncello   | 8′  |
| Choralbass    | 4′  |
| Rauschwerk IV |     |
| Posaune       | 16′ |